# آرام الأول
آرام الأول (بالأرمنية Արամ Ա وبالأحرف اللاتينية Aram I) المعروف أيضا بـ الكاثوليكوس آرام الأول كشيشيان (المولود في بيروت، لبنان عام 1947 واسمه بالولادة بيدروس كشيشيان) هو الكاثوليكوس الحالي لـ«كاثوليكوسية بيت كيليكيا الكبير» ومركزها انطلياس، لبنان، وهو رأس كنيسة الأرمن الأرثوذكس ورعايا في كل من لبنان، سوريا، الكويت، الخليج، قبرص، إيران، الولايات المتحدة الأميركية، كندا وغيرها، في حين يترأس الكاثوليكوس كاريكين الثاني نرسيسيان الكرسي الأم في إتشميادزين (في مدينة فاغارشاباد، أرمينيا).
الكاثوليكوس آرام الأول كان مطرانا للبنان للأرمن الأرثوذكس قبل تنصيبه كاثوليكوسا عام 1995، بعدما انتخب الكاثوليكوس كاريكين الثاني سركيسيان كاثوليكوسا على الكرسي الأم في إتشميادزين ككاريكين الأول.